# Penmark Castle
Penmark Castle er ruinen af en middelalderborg fra 1200-tallet, der ligger i Penmark sydvest for Barry nær Rhoose i Vale of Glamorgan, South Wales. Borgen har haft en vold, som er blevet fyldt op.
Gilbert de Umfraville opførte en fæstning i tømmer i 1100-tallet, som siden blev erstattet af en borg i sten. Under Edvard 2. af England overgik borgen til Oliver de St John, da han giftede sig med Elizabeth Umfraville.